# Pipistrel Taurus G4
Der Pipistrel Taurus G4 ist ein Technologieerprobungs- bzw. Wettbewerbsflugzeug des slowenischen Herstellers Pipistrel.

## Geschichte
Der Taurus G4 ist ein mit Doppelrumpf und einem mittig dazwischen eingebauten Motor ausgerüsteter Technologieträger. Damit wollte Pipistrel einerseits im September 2011 bei der Green Flight Challenge teilnehmen und andererseits die Antriebssysteme für den künftigen Pipistrel-Viersitzer Panthera erproben. Das Flugzeug wurde in nur vier Monaten aus zwei Rümpfen des Elektroseglers Pipistrel Taurus G2 gebaut, die über einen fünf Meter langen Holm verbunden sind. In der Mitte dieser Zentral-Tragfläche befindet sich die aerodynamisch verkleidete Motorgondel mit einem 145 kW leistenden Elektromotor. Dieser gilt als der größte bisher in einem Flugzeug eingesetzte und treibt einen Zweiblatt-Propeller mit zwei Metern Durchmesser an. Die Stromversorgung übernehmen laut Pipistrel Lithium-Polymer-Batterien mit über 200 kg Gewicht. Der Erstflug erfolgte am 12. August 2011 in Oshkosh.
Bei der von Google gesponsertern Green Flight Challenge der CAFE Foundation, die im September 2011 am Charles M. Schulz – Sonoma County Airport durchgeführt wurde, siegte der Taurus G4 jeweils in den Teildisziplinen Geschwindigkeit und Treibstoffeffizienz. In der dritten Teildisziplin, in der das Flugzeug mit der geringsten Geräuschentwicklung honoriert wurde, belegte er den zweiten Platz hinter dem e-Genius. In der Gesamtwertung erlangte Pipistrel damit den ersten Platz und damit das Preisgeld von 1,35 Mio. $.
Auf dem Taurus G4 basiert das Wasserstoffflugzeug HY4 von 2016.

## Technische Daten
| Kenngröße             | Daten                                                 |
| --------------------- | ----------------------------------------------------- |
| Besatzung             | 1                                                     |
| Passagiere            | 3                                                     |
| Länge                 | 7,27 m                                                |
| Spannweite            | 21,46 m                                               |
| Höhe                  | 1,41 m                                                |
| Flügelfläche          | ? m²                                                  |
| Flügelstreckung       | ?,?                                                   |
| Gleitzahl             | ?                                                     |
| Geringstes Sinken     | ? m/s bei ? km/h                                      |
| Nutzlast              | ? kg                                                  |
| Leermasse             | 1500 kg                                               |
| max. Startmasse       | ? kg                                                  |
| Reisegeschwindigkeit  | ? km/h                                                |
| Höchstgeschwindigkeit | ? km/h                                                |
| Dienstgipfelhöhe      | ? m                                                   |
| Reichweite            | ? km                                                  |
| Triebwerke            | ein 145-kW-Elektromotor mit Lithium-Polymer-Batterien |